# Turia (okręg Covasna)
Turia (węg. Torja) – wieś w Rumunii, w okręgu Covasna, w gminie Turia. W 2011 roku liczyła 3677 mieszkańców.